# 임상사
임상사는 사람과 기타 여러 생물의 생명을 유지하기 위한 두 조건인 혈액 순환과 호흡의 중단을 나타내는 의학 용어이다. 심장 마비라 불리는 상태로, 심장이 평범한 박자로 뛰는 것을 멈출 때 발생한다. 이 용어는 또한 때때로 소생 연구에 사용된다.

## 같이 보기
- 죽음
- 뇌사
- 법적 사망
- 심정지
- 저체온 치료
- 정보이론 죽음
- 라자로 증후군
- 임사 체험